# 大卫·津曼
大卫·津曼（英語：David Zinman，1936年7月9日—），美国指挥家、小提琴家。

## 生平
大卫·津曼出生于美国纽约，早年在欧柏林音乐学院学习小提琴，1963年于明尼苏达大学获得音乐理论和作曲硕士学位，后来在坦格活德从事指挥，1958至1962年在缅因州与皮埃尔·蒙特一起工作；1961至1964年担任蒙特的助手。
津曼历任荷兰室内乐团副指挥（1965－1977年）、罗切斯特爱乐乐团音乐总监（1974－1985年）、鹿特丹爱乐乐团首席指挥（1979－1982年）、巴尔的摩交响乐团音乐总监（1985－1998年）、苏黎世音乐厅管弦乐团音乐总监（1995－2014年）等职。

## 个人生活
津曼和他的第二任妻子玛丽是一名澳大利亚中提琴手，住在新泽西州。津曼有两个儿子和一个女儿。